# Rubiothrips silvarum
Rubiothrips silvarum är en insektsart som först beskrevs av Hermann Priesner 1920.  Rubiothrips silvarum ingår i släktet Rubiothrips, och familjen smaltripsar. Arten är reproducerande i Sverige.